# Fórmula de Gell-Mann-Nishijima
La fórmula de Gell-Mann–Nishijima (també coneguda com a fórmula GMN) relaciona el nombre bariònic B, l'estranyesa S, i l'isoespín I₃ amb la càrrega elèctrica Q dels hadrons. Fou proposta originalment per Kazuhiko Nishijima i Tadao Nakano el 1953 i va portar a la introducció del concepte d'estranyesa (anomenada inicialment per Nishijima com a "càrrega eta" a partir del mesó eta). El 1956, Murray Gell-Mann va proposar la fórmula independentment. La versió moderna de la fórmula relaciona tots els nombres quàntics de sabor (isoespín amunt i avall, estranyesa, encant, bellesa i veritat) amb el nombre bariònic i la càrrega elèctrica.

## Fórmula
La forma original de la fórmula de Gell-Mann–Nishijima, basada en observacions empíriques, és:
{\displaystyle Q=I_{3}+{\frac {1}{2}}(B+S).\ }
Avui en dia es pot explicar matemàticament dins del model de quarks. En particular, la càrrega elèctrica Q d'una partícula es relaciona amb al seu isospin I₃ i la seva hipercàrrega Y per mitjà de la relació:
{\displaystyle Q=I_{3}+{\frac {1}{2}}Y.\ }
Amb la descoberta dels quarks encant, fons i cim, la fórmula ha estat generalitzada sota la forma:
{\displaystyle Q=I_{3}+{\frac {1}{2}}(B+S+C+B^{\prime }+T)}
on, ara, B és el nombre bariònic, i S, C, B′, T són els nombres d'estranyesa, encant, bellesa i veritat.
Els següents nombres quàntics interns d'una partícula es poden expressar en funció del seu contingut en quarks:
{\displaystyle Q={\frac {2}{3}}\left[\left(n_{\text{u}}-n_{\bar {\text{u}}}\right)+\left(n_{\text{c}}-n_{\bar {\text{c}}}\right)+\left(n_{\text{t}}-n_{\bar {\text{t}}}\right)\right]-{\frac {1}{3}}\left[\left(n_{\text{d}}-n_{\bar {\text{d}}}\right)+\left(n_{\text{s}}-n_{\bar {\text{s}}}\right)+\left(n_{\text{b}}-n_{\bar {\text{b}}}\right)\right]}
{\displaystyle B={\frac {1}{3}}\left[\left(n_{\text{u}}-n_{\bar {\text{u}}}\right)+\left(n_{\text{c}}-n_{\bar {\text{c}}}\right)+\left(n_{\text{t}}-n_{\bar {\text{t}}}\right)+\left(n_{\text{d}}-n_{\bar {\text{d}}}\right)+\left(n_{\text{s}}-n_{\bar {\text{s}}}\right)+\left(n_{\text{b}}-n_{\bar {\text{b}}}\right)\right]}
{\displaystyle I_{3}={\frac {1}{2}}[(n_{\text{u}}-n_{\bar {\text{u}}})-(n_{\text{d}}-n_{\bar {\text{d}}})]}
{\displaystyle S=-\left(n_{\text{s}}-n_{\bar {\text{s}}}\right);}{\displaystyle C=+\left(n_{\text{c}}-n_{\bar {\text{c}}}\right);}{\displaystyle B^{\prime }=-\left(n_{\text{b}}-n_{\bar {\text{b}}}\right);}{\displaystyle T=+\left(n_{\text{t}}-n_{\bar {\text{t}}}\right)}

Per convenció, els nombres quàntics de sabor (estranyesa, encant, bellesa i veritat) porten el mateix signe de la càrrega elèctrica de la partícula. Així doncs, donats que els quarks de tipus "inferior" (avall, estrany i fons) tenen càrrega negativa, els seus nombres quàntics de sabor són −1. Al contrari, els quarks de tipus "superior" (amunt, encant, cim) amb càrrega elèctrica positiva, tenen nombres quàntics de sabor +1.